# Alexander Rodenstock
Christian Alexander Rodenstock (* 24. Februar 1883 in München; † 30. August 1953 in Bad Wiessee) war ein deutscher Unternehmer und Wirtschaftsfunktionär, der im nationalsozialistischen Deutschen Reich zum Kreis der Wehrwirtschaftsführer gehörte.

## Leben
Der Sohn des Unternehmensgründers Josef Rodenstock studierte an der Technischen Hochschule München Physik und Volkswirtschaftslehre und wurde Mitglied des Corps Vitruvia München. Auf Drängen des Vaters brach er sein Studium ab und trat 1905 mit 22 Jahren in die gerade 200 Mitarbeiter zählende Firma Optische Anstalt G. Rodenstock ein. 1908 gründete er für seine Mitarbeiter eine Betriebskrankenkasse.
1918 war er Gründungsmitglied der Bayerischen Volkspartei (BVP) und an der Niederschlagung der Münchner Räterepublik beteiligt. Von 1919 bis 1925 gehörte er dem Münchner Stadtrat an und setzte sich unter anderem dafür ein, dass die Technischen Werke der Stadt München trotz der damaligen Tendenz zur Kapitalgesellschaft im „unbeschränkten Eigentum der Stadt“ blieben. Im Jahr 1919 übernahm er als Teilhaber der nunmehrigen Optischen Werke G. Rodenstock KG faktisch die Leitung des Unternehmens. 1920 wurde er Vizepräsident, später Präsident des Reichsverbandes der deutschen optischen Industrie. 1923 war er Mitbegründer des Arbeitgeberverbandes für die bayerische Metallindustrie, dessen Vorstand er bis 1933 angehörte. 1924 erhielt er für seine kommunal- und sozialpolitischen Verdienste den Titel Kommerzienrat. Zwischen 1937 und 1945 war er Mitglied im Beirat der Wirtschaftskammer München und zudem bis 1933 Vizepräsident des Deutschen Studentenwerks.
Nach dem Tod seines Vaters wurde er 1933 alleiniger Gesellschafter des Unternehmens. Im selben Jahr übernahm er die Obmannschaft der Bezirksgruppe Bayern der Wirtschaftsgruppe Feinmechanik und Optik.
Unter seiner Führung wandelte sich das Unternehmen Rodenstock von einem handwerklichen zu einem Industriebetrieb. Neben Brillen wurden Objektive für zahlreiche Kamerahersteller und andere optische Geräte hergestellt. Er führte sein Unternehmen durch die schwierigen Zeiten des Ersten und Zweiten Weltkrieges sowie der Weltwirtschaftskrise und hielt dabei konsequent an dem privaten Charakter des Familienunternehmens fest. In der Zeit des Nationalsozialismus war seine Firma in der Rüstungsindustrie tätig, unter anderem durch die Herstellung von Panzerfernrohren und Ausblickprismen für Panzer. Aber auch die Brillenproduktion wurde von der Wirtschaftsgruppe als „kriegsentscheidend“ eingestuft. Dazu beschäftigte Rodenstock vermehrt Frauen und später auch Zwangsarbeiter und Kriegsgefangene.
Bereits einige Wochen nach Kriegsende erhielt Rodenstock eine Betriebserlaubnis um die Münchner Bevölkerung und die 3. US-Armee mit Brillen zu versorgen. Nach Kriegsende befand ihn ein langwieriges Spruchkammerverfahren, schließlich unter anderem auf Grund seiner Unterstützung jüdischer Familien, dem wirtschaftlichen Verlust durch den Bombenkrieg und keine nachweisbaren Geldspenden an die Partei, als nicht belastet, und Rodenstock konnte sein Unternehmen wieder weiterführen. 1947 wurde er Mitglied und Vizepräsident des Bayerischen Senats. Im selben Jahr gehörte er zu den Gründern des Vereins der Bayerischen Metallindustrie, deren stellvertretender Vorsitzender er wurde, sowie der Vereinigung der Arbeitgeberverbände in Bayern.
Alexander Rodenstocks Unternehmen zählte bei seinem Tod 1953 über 2.000 Mitarbeiter. Sein Sohn Rolf Rodenstock, der ihn bereits während des Spruchkammerverfahrens vertreten hatte, übernahm danach die Leitung.

## Ehrungen
- 1953: Großes Verdienstkreuz der Bundesrepublik Deutschland